# Озеро Дошне
О́зеро До́шне — гідрологічний заказник місцевого значення в Україні. Об'єкт розташований на території Велимченської сільської територіальної громади Ковельського району Волинської області, в селі Дошне. 
Площа — 29,2 га. Статус отриманий у 2000 році за рішенням Волинської облради від 09.12.2000 № 4/3. Перебуває у віданні Велимченської сільської ради.
Заказник створений з метою збереження однойменного озера карстового походження. На озері поширенні такі види рослинності: очерет звичайний, рогіз вузьколистий, верба біла, вільха, береза. 
В озері поширені такі види риб: щука, карась сріблястий, лин, окунь. Земноводні та плазуни представлені такими видами: жаби озерна і трав'яна, кумка звичайна, ропуха зелена, ящірка прудка, вуж звичайний та гадюка звичайна. Серед птахів трапляються: крижень, зяблик, чирянки велика, мала, лиска, повзик, вівчарик весняний, сорока та сойка.

## Галерея

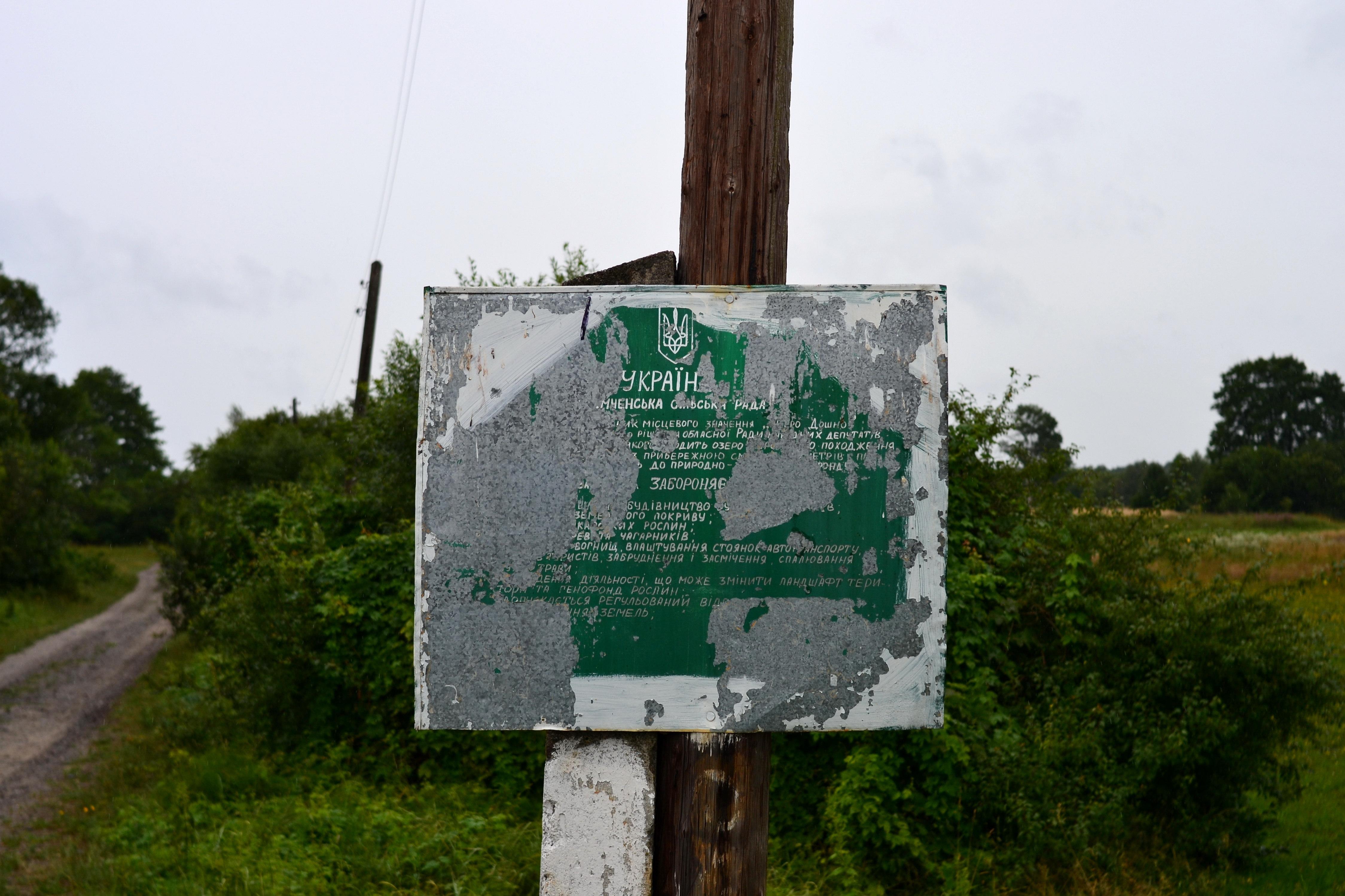
Інформаційна дошка
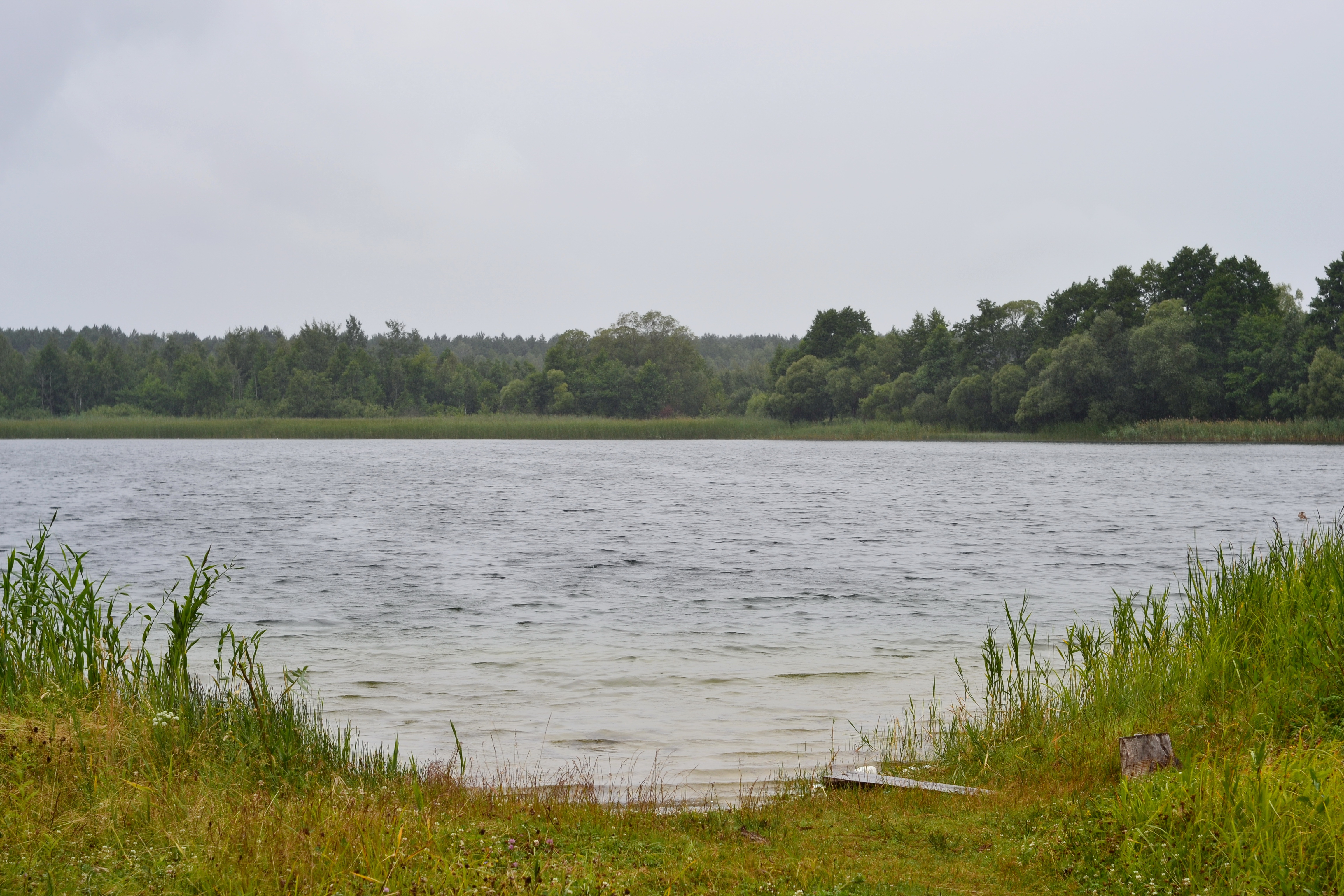
Північний берег
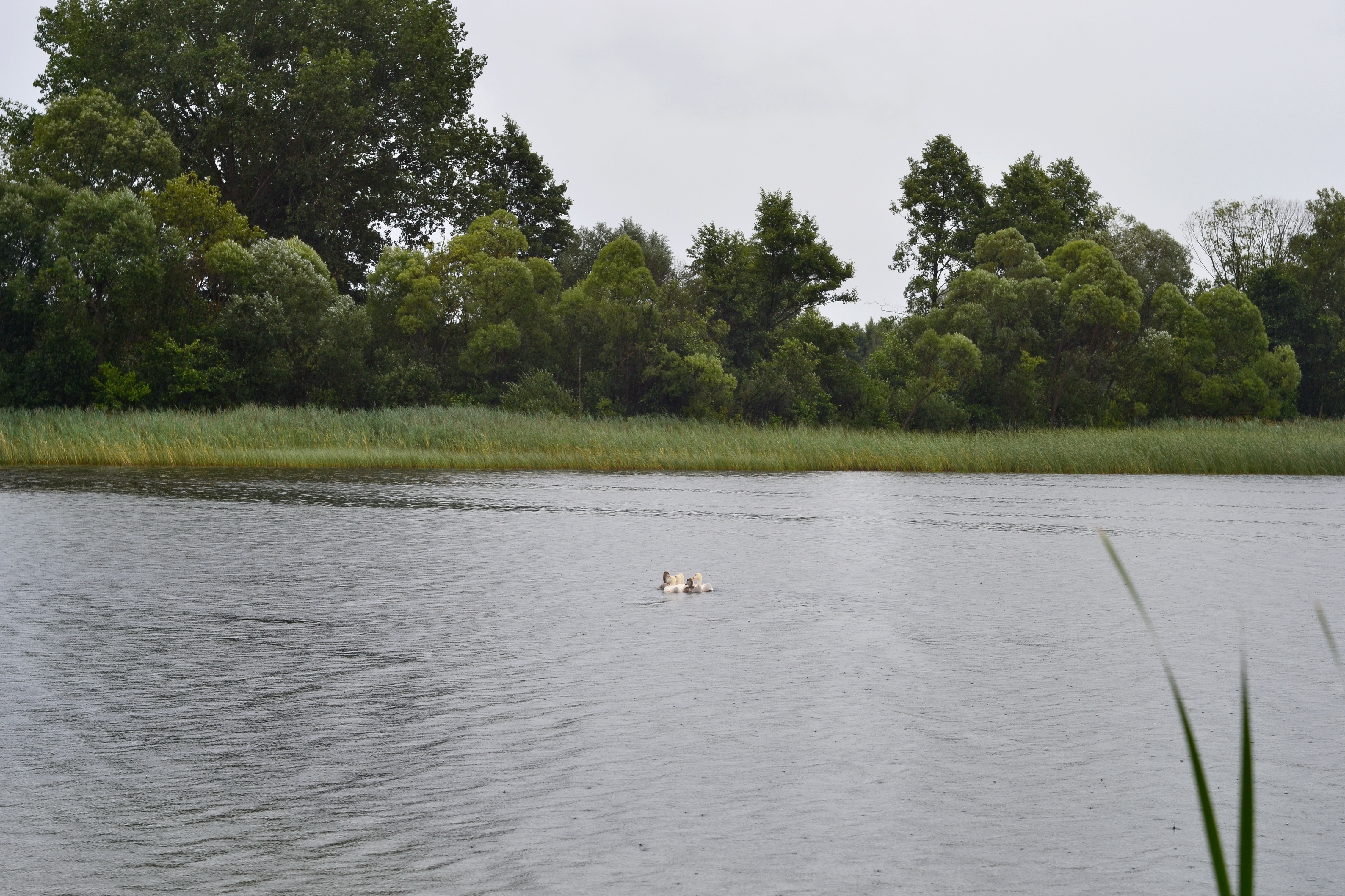
Східний берег
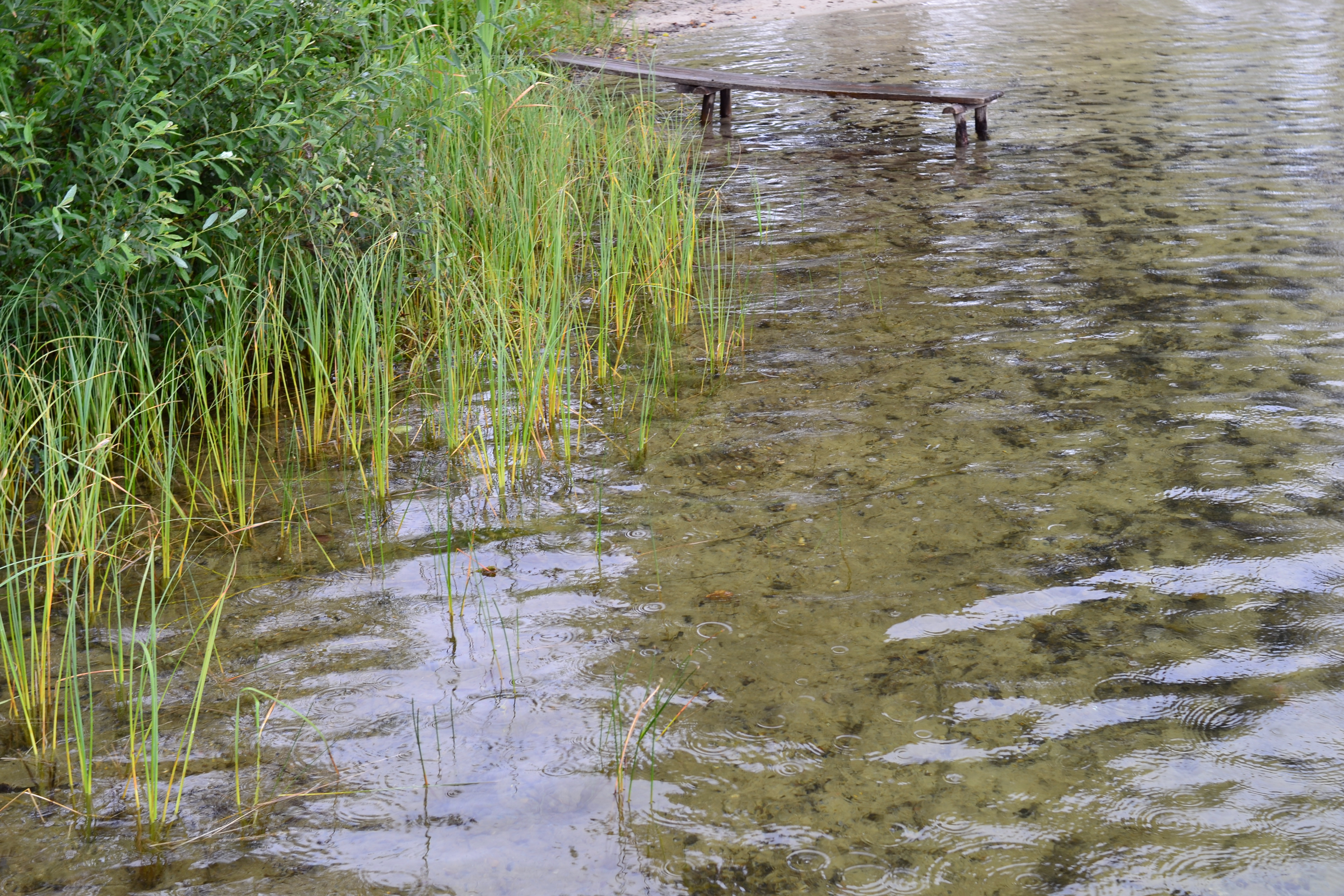
Дно озера на пляжі
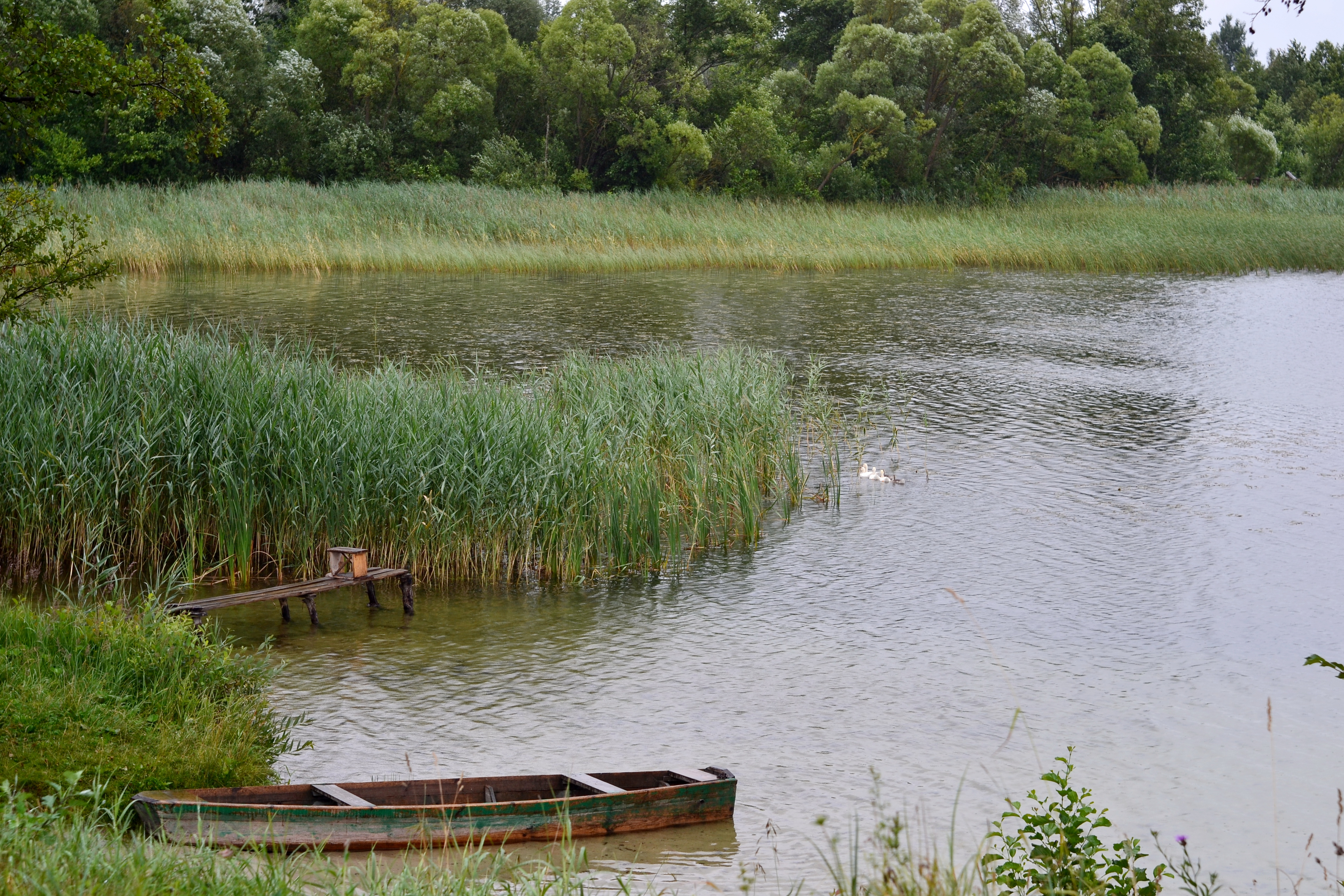
Вигляд з пляжу